# Vladimír Zápotocký
Vladimír Zápotocký (* 27. ledna 1947) je český sportovní historik a publicista. Pracoval ve stavebnictví, ve kterém se specializoval na dopravní stavby a vodní hospodářství. Podílel se na opravách pražského Rudolfina a angažoval se při obnově Baťova kanálu.
Hrál fotbal, ale kvůli těžkému úrazu s ním musel skončit. Působil v pražské Slavii coby její archivář. Sportovní oblasti a především Slavii se věnuje i ve své publicistické činnosti.

## Dílo
Výběr ze Zápotockého díla:
- ZÁPOTOCKÝ, Vladimír. Úsměvy šampionů. 1. vyd. Břeclav: Moraviapress, 1998. 185 s. ISBN 80-86181-04-9.
- ZÁPOTOCKÝ, Vladimír. Album slavných postav sportovního klubu Slavia Praha 1892–2002. 1. vyd. Praha: Svojtka, 2004. 125 s. ISBN 80-7352-129-6.
- ZÁPOTOCKÝ, Vladimír. Temné stíny fotbalu: dějiny korupce. 1. vyd. Brno: Computer Press, 2009. 298 s. ISBN 978-80-251-2176-4.
- ZÁPOTOCKÝ, Vladimír. Album slavných postav sportovního klubu Slavia Praha. 1. vyd. Praha: Svojtka, 2014. 250 s. ISBN 978-80-256-1594-2.